# 昆虫大戦争
『昆虫大戦争』（こんちゅうだいせんそう）は、1968年11月9日に公開された松竹製作のSF特撮映画。カラー、84分、シネスコ。

## あらすじ
物語は、キノコ雲と「人類は、この瞬間に核エネルギーを手に入れた。その時から核の恐怖が始まった」という字幕で始まる。ある日、ベトナムへ向かう途中の米軍の水爆機が毒虫の大群に襲われ、亜南群島近海に墜落する。亜南群島は、日本敗戦後米軍の占領下となり、20数年ぶりに本土復帰したばかりだった。
米軍はゴードン中佐を隊長に、そばの小島で行方不明の水爆の捜査「折れた矢作戦」が始まるが、この島では異変が起きていた。生物兵器として、かつてナチによる虐待を受けて人間不信となったユダヤ人女性の生物学者アナベルによって、人間を狂わせる猛毒と知能をもたされた昆虫の群れが、「核兵器をもてあそぶ人類は破滅する。しかしその巻き添えで破滅するのはごめんだ！」と人間を襲い始めていたのだ。

## 概要
松竹大船撮影所作品。『吸血鬼ゴケミドロ』に続く、終末テーマのSFパニック映画シリーズ。当時泥沼化していたベトナム戦争と東西陣営による核戦争の脅威をテーマに、孤島を舞台に愛憎、スパイ戦、大国のエゴなど、濃厚な人間ドラマが描かれた。「水爆搭載機の墜落と捜索」がストーリーの骨子となっているが、本作公開の2年前の1966年にパロマレス米軍機墜落事故が起こっており、これは当時かなり現実味の強いテーマだった。
スタッフ陣は前年の『宇宙大怪獣ギララ』の二本松嘉瑞、平瀬静雄、川上景司。音楽面およびシナリオ面は『吸血鬼ゴケミドロ』の菊池俊輔、高久進が担当した。
川津祐介は以前から二本松嘉瑞監督を慕っており、出演依頼が来た時には一も二もなく引き受けたという。撮影ロケは八丈島にて行われた。川津祐介が蜂に全身を噛まれるシーンがあるが、これは本物のミツバチに噛ませて撮影した。チャーリー役のチコ・ローランドはブラジル出身で、現地にはこの蜂にそっくりな猛毒の蜂が存在し、この撮影を異常に怖がったという。毒虫の撮影では人間大の着ぐるみも用意されたが、製作に1か月ほどかかることから数体作るためのスケジュールが合わず、本編での使用は見送られた。この着ぐるみは、予告編にのみ登場する。この予告編には、冒頭で宇宙円盤が大挙して地球に接近する『吸血鬼ゴケミドロ』の映像が流用されているが、本編にこのような描写はない。
なお、本作は「社団法人・映画輸出振興協会」による輸出映画産業振興金融措置の融資を受けて製作された。

## スタッフ
- 製作：小角恒雄
- 原案：天田欽元
- 監督：二本松嘉瑞
- 脚本：高久進
- 音楽：菊池俊輔
- 撮影：平瀬静雄
- 美術：芳野尹孝
- 録音：中村　寛
- 照明：青木辰夫
- 現像：東洋現像所
- 協力（特撮監督）：川上景司、菅沼峻（日本特撮株式会社）

## キャスト
- 南雲：園井啓介
- 秋山譲治：川津祐介
- 秋山ゆかり：新藤恵美
- アナベル：キャシー・ホーラン（声：北浜晴子）
- チャーリー：チコ・ローランド（声：たてかべ和也）
- 小室：瞳麗子
- ゴードン中佐：ロルフ・ジェッサー（声：納谷悟朗）
- 軍医：フランツ・グルーベル
- 水爆機機長：マイク・ダーニン
- 米軍司令官：ハロルド・コンウェイ
- 松永：上田忠好
- 刑事：青沼三郎
- 藤井：青山宏
- 工藤：市村俊幸
- 南雲の助手：園江梨子
- 副官：ウォルフラム・ベギシャス
- 副操縦士：ゲルマン・ライナー
- 通信兵：ウィリアム・ドュウク
- 搭乗員：ハッピー・バーマン
- 声の出演：テアトルエコー

## 国内興行
- 『吸血髑髏船』
- 『黒蜥蜴』（深作欣二監督作品）

## 映像ソフト
- 2003年4月25日に松竹からニューテレシネ・デジタルリマスター修復版DVDが発売[1]。同日に『吸血鬼ゴケミドロ』『宇宙大怪獣ギララ』『吸血髑髏船』とセットになったDVD-BOX『S-F CUBE』も発売された[1]。映像特典として川津祐介インタビューを、音声特典には樋口真嗣とみうらじゅんによるカウチコメンタリーを収録している[1]。『S-F CUBE』にはヴィネットタイプフィギュアも付属する[1]。

## 備考
テレビドラマ『キイハンター』第135話「吸血昆虫島 上空異常あり」では、導入部とエンディング以外に本作の脚本がそのまま採用されている。脚本家は両作品ともに高久進、音楽は菊地俊輔。昆虫島にて飼育している毒虫で全人類の抹殺を企むキャシー・ホランをドラマでは真理アンヌが演じており、胸元を開いてナチスの虐殺の刻印を見せつける場面やその周辺の各登場人物の台詞は、本作とほとんど同じである。